# Distrikt Masaka
Masaka ist ein Distrikt in der Zentralregion von Uganda. Die Hauptstadt ist Masaka, ihre Einwohnerzahl betrug im Jahr 2011 74.100 Einwohner.

## Geografie
Der Distrikt grenzt im Nordwesten an den Distrikt Bukomansimbi, im Norden an den Distrikt Kalungu, im Osten und Süden an den Distrikt Kalangala, im Südwesten an den Distrikt Rakai und im Westen an den Distrikt Lwengo. Die Hauptstadt des Distrikts, Masaka, ist etwa 140 Kilometer südwestlich von Kampala entfernt und kann über eine Autobahn erreicht werden.

## Geschichte
Der Distrikt wurde in den 1900er-Jahren gegründet. Er bestand zunächst aus den ehemaligen Grafschaften Buddu, Kooki, Kabula, Mawogola und Ssese Islands des Buganda-Königreichs. Kooki und Kabula wurden abgegeben, um den Distrikt Rakai zu schaffen. Später wurde der nördliche Teil des Distrikt Rakai entfernt, um den Distrikt Lyontonde zu bilden. Die Ssese-Inseln wurden ausgegliedert, um den Distrikt Kalangala zu bilden.
Im Jahr 1997 wurde Mawogola County von Buddu getrennt und hieß fortan Distrikt Sembabule. Buddu blieb zunächst im Distrikt Masaka. Im Jahr 2010 wurde Buddu unter den vier Distrikten Masaka, Bukomansimbi, Kalungu und Lwengo aufgeteilt.

## Verwaltung
Administrativ ist der Gemeinderat die höchste politische Autorität. Der Rat hat 43 Mitglieder, die von einem Distriktsvorsitzenden geleitet werden. Das technische Team des Distrikts ist in folgende Bereiche unterteilt:
- Bildung und Sport
- Gesundheit und Umwelt
- Arbeit und technische Dienstleistungen
- Produktion und Marketing
- Finanzen und Planung
- Management und Service
- Geschlechterpolitik und Gemeinnützige Arbeit.

## Wirtschaft
Die größte wirtschaftliche Aktivität im Distrikt ist die Landwirtschaft mit Nahrungspflanzen (Bananen, Ananas und Tomaten) und Cash Crops wie Kaffee und Baumwolle, sowie der Haltung von Rindern. Das Grundnahrungsmittel ist Hirse und Matoke. Neben der Landwirtschaft finden sich auch Arbeitsplätze in der Kaffeeverarbeitung, in Softdrinkfabriken, bei der Metallverarbeitung und der Bearbeitung von Baumwolle.

## Gesundheit und Bildung
Masaka war einer der ersten Distrikte in Uganda, die von der AIDS-Seuche heimgesucht wurden. Infolgedessen kamen seit den späten 1980er-Jahren viele lokale Organisationen und internationale NGOs zusammen, um mit den Problemen umzugehen. Besonders World Vision International und Save the Children waren intensiv am Bau von Schulen und der Zahlung von Schulgebühren für Kinder beteiligt. So hat der Distrikt mittlerweile 304 Grundschulen, 12 Sekundarschulen, 2 technische Einrichtungen und 3 Lehrerausbildungsstätten.

## Demografie und Ethnologie
Die nationale Volkszählung von 1991 schätzte die Distriktpopulation auf 203.600 Einwohner. Die Volkszählung von 2002 schätzte die Bevölkerung auf 228.200 Einwohner mit einer jährlichen Bevölkerungswachstumsrate von 1,0 Prozent. Im Jahr 2012 wurde die Bevölkerung auf 251.600 Einwohner geschätzt. Die Mehrheit des Distrikts sind Frauen mit einem Verhältnis von 100 zu 95. 58 % der Einwohner des Distrikts sind unter 18 Jahre alt. 6 % sind älter als 60 Jahre. Die Mehrheit der Menschen sind Baganda (77 %), gefolgt von Banyankole (9 %) und Banyarwanda (8 %). Der Rest (6 %) sind kleine Stämme. Die meisten Stämme praktizieren Buganda-Kulturen.

## Klima
Das Klima des Distrikts ist tropisch wechselfeucht und wird durch die Nähe zum Viktoriasee beeinflusst Das Niederschlagsmuster ist bimodal verteilt mit zwei Jahreszeiten mit Trockenperioden, welche zwischen Juli und August und Januar bis März sind. Die Monate März, April und Mai erhalten sehr schwere und gut verteilte Regenfälle bis zu 1.200 mm.
Die zweite Saison findet in den Monaten September bis Dezember statt. Mit Ausnahme von ein paar Jahren mit abnehmender Niederschlagsneigung beträgt der jährliche durchschnittliche Niederschlag zwischen 1100 mm – 1200 mm mit 100 – 110 Regentagen.
Die durchschnittliche Höchsttemperatur beträgt nicht mehr als 30 °C. Die Minimumtemperatur nicht weniger als 10 °C mit nahezu gleicher Verteilung bei Tag und Nacht. Das Feuchtigkeitsniveau ist im gesamten Distrikt im Allgemeinen niedrig, mit Ausnahme von Seengebieten, wo es tendenziell ansteigt.

## Flora und Fauna
Das gesamte geografische Gebiet des Distrikts Masaka umfasst etwa 1603,3 Quadratkilometer, von denen 801,5 Quadratkilometer offenes Wasser, Feuchtgebiete und Sumpfgebiete sind und 308,3 Hektar bewirtschaftet werden. Der Gesamtbestand des Gazettenwaldes beträgt 8905,6 Hektar, was 6,38 % der gesamten Landfläche des Distrikts ausmacht. Vereinzelte Naturwälder finden sich ebenfalls entlang von Seeufern.

## Rohstoffe und Boden
Im Distrikt wurden keine geologischen Studien durchgeführt, um das Vorhandensein von Mineralien und Bodenschätzen festzustellen. Es gibt jedoch Hinweise auf den reichlich vorhandenen Ton und Sand, die für die Glasherstellung verwendet werden können. Die wichtigsten Vorkommen liegen am Ufer des Viktoriasees wie in Bukakata. Es gibt eine Reihe von Stein- und Tonablagerungen, die für die Bereitstellung von Baumaterialien verwendet werden. Die Bemühungen werden intensiviert, um Einnahmen aus diesen Quellen zu mobilisieren und zu sammeln.
Die Bodenbeschaffenheit variiert von Ort zu Ort und reicht von rotem Laterit, sandigem Lehm und normalen Lehm, ist aber im Allgemeinen produktiv. Böden sind in der Regel Ferrallit, gekennzeichnet durch den roten sandigen Tonlehm innerhalb der Gemeinde sowie gelbliche und sandige Lehme in den umliegenden Gebieten. Entlang der Ufers des Viktoriasees sind die Böden hydromorph.

## Sehenswürdigkeiten
- Nabugabo-See
- Victoriasee